# لایودور
لایودور (انگلیسی: Livedoor) شرکت خدمات اینترنت ژاپنی است، که در سال ۱۹۹۵ تأسیس شد.